# جان سیمن
جان سیمن (انگلیسی: John Seeman) یک بازیگر پورنوگرافی اهل ایالات متحده آمریکا است. 